# Geb
Pour les articles homonymes, voir Geb.
 (novembre 2022).
Si vous disposez d'ouvrages ou d'articles de référence ou si vous connaissez des sites web de qualité traitant du thème abordé ici, merci de compléter l'article en donnant les références utiles à sa vérifiabilité et en les liant à la section « Notes et références ».
Geb est le dieu de la Terre dans la mythologie égyptienne qui fait partie de la grande Ennéade d'Héliopolis. Il est le fils de Shou (dieu de l'air) et de Tefnout (déesse de l'eau), mais aussi le frère et l'époux de Nout (la déesse du ciel).

## Description
Geb et Nout furent si proches que rien ne pouvait s'interposer entre eux. Geb fut séparé de Nout par leur père Shou, mais grâce à un stratagème de Nout ils réussirent à s'unir et enfantèrent Osiris, Seth, Isis et Nephtys. Une symbolique veut que Geb et Nout s'unissaient dans le secret de la nuit pour être séparés par Shou au matin.
Dieu de la terre, des plantes et des minéraux, Geb donne à la terre ses fruits et son eau, laissant à sa sœur Nout, le royaume des cieux. Il est l'un des quatre éléments qui formèrent le monde. La légende veut que les tremblements de terre aient comme origine les éclats de rire de Geb.
Geb est aussi le symbole de la royauté, qu'il aurait enlevée de force à sa mère Tefnout qui se réfugia au sein de l'Ennéade et finit par lui céder le trône. Il devint ainsi le premier roi mythique de l'Égypte et donna son nom au trône de pharaon qu'on appelait le « trône de Geb ».
Il est représenté sous forme humaine avec une barbe, une couronne rouge et une perruque en trois parties sur laquelle est posée une oie (l'idéogramme de son nom). Parfois debout avec un bâton dans sa main gauche et le symbole Ânkh de la vie dans sa main droite. L'oie (l’ouette d'Égypte) est devenue un symbole de prospérité, de sorte que la succession d'un nouveau souverain était annoncée par quatre oies sauvages, libérées, comme une bénédiction d'un règne long et prospère.
Dans beaucoup de ses représentations, Geb se trouve généralement couché sur le dos, portant souvent la couronne de la Basse-Égypte, le corps nu de Nout, le ciel, est arqué au-dessus de lui. Sa peau est souvent verte, indication sur son rôle de Dieu de fertilité et la végétation qui l’associe aux collines, aux vallées et aux montagnes. C'est pourquoi il est parfois représenté par des plantes et par des fruits. Plus tard, il est également décrit comme un bélier, un taureau ou un crocodile, ce dernier dans un fragment du Livre des Morts (papyrus de Dame Haroueben - Musée Égyptien du Caire).
Dieu de la mémoire et guide de la main des scribes, Geb était honoré à Héliopolis, et son animal sacré était l'oie, qui formait d'ailleurs l'un des hiéroglyphes de son nom.
Les six rois-dieux sont dans l'ordre :
1. Rê ;
2. Shou ;
3. Geb ;
4. Osiris ;
5. Horus ;
6. Thot (incertain).